# Silvaroo
 (novembre 2015).
Si vous disposez d'ouvrages ou d'articles de référence ou si vous connaissez des sites web de qualité traitant du thème abordé ici, merci de compléter l'article en donnant les références utiles à sa vérifiabilité et en les liant à la section « Notes et références ».
Genre
Silvaroo est un genre éteint de Sthenurinae ayant vécu au Pléistocène il y a -2,2 millions d'années à 50 000 ans. Ce proche cousin de Procoptodon goliah est le quatrième plus grand kangourou de tous les temps : 2,6 mètres de long et 1,7 mètre de haut pour un poids de 167 kg. Ce genre a été décrit en 2004 par Lyndall Dawson à partir de fossiles qui ont été retrouvés en Australie.

## Espèces
- †  Silvaroo bandharr
- †  Silvaroo buloloensis